# Фолл-Ривер (Массачусетс)
Фолл-Ривер (англ. Fall River) — город в округе Бристол, штат Массачусетс, США. Расположен вдоль восточного берега залива Наррагансетт в устье реки Тонтон.
В XIX-м веке город получил известность как главный центр текстильной промышленности США. Хотя с тех пор ситуация в данной области изменилась, отражение этого факта до сих пор можно найти в культуре города и его внешнем облике.

## Население
Согласно переписи 2010 года, в городе проживает 88 857 человек. Плотность населения — 1132,4 чел./км².
В 2000 году расовый состав населения города был следующим: 91,2 % белых, 2,5 % афроамериканцев, 2,2 % азиатов и 0,2 % коренных американцев.
47 % населения назвали себя потомками португальцев, 13,4 % — французов, 9,8 % — ирландцев, 6,6 % — англичан, 5,9 % — франкоканадцев, 3,6 % — итальянцев и 3,4 % — поляков.

## Достопримечательности
В бухте города на вечной стоянке находится линкор  «Массачусетс» (BB-59), превращённый в корабль-музей.